# Dmitrij Czeczulin
 Dmitrij Nikołajewicz Czeczulin  (ros. Дмитрий Николаевич Чечулин, ur. 9 sierpnia?/22 sierpnia 1901 w Szostce, zm. 29 października 1981 w Moskwie) – radziecki architekt, autor dużych zespołów architektonicznych, Główny Architekt Moskwy od 1945 do 1949 roku.
W 1929 roku, Czeczulin rozpoczął studia na wydziale architektury na Wyższym Instytucie Artystyczno-Technicznym w Moskwie (gdzie studiował m.in. inny znany architekt wczesnego ZSRR Aleksiej Szczuko, późniejszy architekt Mauzoleum Lenina.

## Życie i twórczość
We wczesnych latach kariery brał udział w realizacji państwowego planu przebudowy stolicy. W 1935 roku powierzono mu zadanie zaprojektowania jednej z pierwszych stacji moskiewskiego metra – Komsomolskiej, za ten projekt Czeczulin otrzymał w 1941 roku Nagrodę Stalinowską. W 1937 roku pod jego kierownictwem ukończono inny duży projekt – stację metra Kijowską, która stanowiła pierwsze połączenie kolejowego Dworca Kijowskiego z moskiewskim metrem.
Dzięki dobrej współpracy z władzami, a także jej bliskim stosunkom z innymi czołowymi sowieckimi architektami, kariera Czeczulina nabrała rozpędu. W 1945 roku został mianowany głównym architektem Moskwy. Na tym stanowisku pozostawał do 1949 roku i miał istotną rolę w jednym z największych projektów budowlanych w powojennym okresie ZSRR – tak zwanych Siedmiu Sióstr. Jeden z siedmiu wieżowców (wybudowany w latach 1948-52) Dom na Kotielniczeskoj nabierieżnoj zaprojektował osobiście. Ponadto w latach 40. pod jego nadzorem prowadzono w Moskwie obszerne prace związane z przebudową ważnych arterii komunikacyjnych, parków miejskich.
Po 1949 r. Czeczulin aż do śmierci kierował Biurem Planowania Miejskiego Mosprojekt-1. Jego ostatni duży projekt został ukończony w 1979 roku. Jest to obecna siedziba rządu Federacji Rosyjskiej, powszechnie znana jako Biały Dom. Przy jego budowie wykorzystał własny, wcześniejszy projekt z 1930 roku – „Aeroflot”.
W stylu Czeczulina można doszukać się inspiracji rosyjskim klasycyzmem z końca XVIII i początku XIX wieku. W ZSRR był uznawany za jednego z pionierów tzw. Realizmu socjalistycznego w architekturze i Architektury stalinowskiej. Dziś działalność architekta jest często krytykowana, ze względu na niektóre kontrowersyjne posunięcia – pod budowę monumentalnych budowli burzono całe fragmenty historycznych dzielnic (np. całe osiedle Sarjadne w dzielnicy Kitajgorod-u pod budowę hotelu Rossija w 1960 roku.

## Najważniejsze projekty
- Stacja metra Komsomolskaja (linia 1) hala peronów (1935)
- Stacja metra Ochotnyj Riad, przedsionek wejściowy (1935)
- Stacja metra Kijewskaja (linia nr 4), hala peronów (1937-38)
- Stacja metra Dinamo, przedsionek wejściowy (1938)
- Dom na Kotielniczeskoj nabierieżnoj (1948-52)
- Moskiewska filharmonia im. Piotra Czajkowskiego (1940, wspólnie z K.Orłowa)
- Hotel Pekin (1946)
- Hotel Rossija (1967, rozebrany w 2006)
- Biblioteka Literatury Obcej (1967, wspólnie z A.Sitnow)
- Biały Dom (1965-79, wraz z Pavel Schteller)

## Nagrody
- Nagroda Stalinowska (1941)
- Architekt ZSRR (1971)
- Bohater Pracy Socjalistycznej (1976)
- Order Lenina